# Délégation interministérielle aux industries agroalimentaires et à l'agro-industrie
Pour les articles homonymes, voir Délégation interministérielle.
En France, la Délégation interministérielle aux industries agroalimentaires et à l'agro-industrie (DIIAA) avait pour mission d'animer et de coordonner les actions en faveur du développement des industries agroalimentaires et de l'agro-industrie. Elle est depuis replacée par la Délégation ministérielle aux entreprises agroalimentaires.
La DIIAA était sous la double tutelle du ministère chargé de l'agriculture et du ministère chargé de l'industrie (ministère de l'économie, de l'industrie et de l'emploi).
Le délégué interministériel était Alain Berger depuis le 18 juillet 2012, en remplacement de Philippe Rouault qui occupait le poste depuis le 30 août 2007.
La délégation a été mise en place le 28 novembre 2005.
Elle agissait selon quatre axes de travail :
- soutenir la croissance de l'industrie agroalimentaire ;
- renforcer l'accompagnement des entreprises à l'export ;
- favoriser l'essor de l'agro-industrie ;
- permettre aux entreprises de mieux répondre aux attentes sociétales.

Le délégué interministériel participait au comité stratégique de l'agroalimentaire et de l'agro-industrie, qui s'est fixé quatre axes stratégiques :
- attractivité des métiers et image du secteur ;
- relations au sein de la filière : lutte contre la volatilité des prix des matières premières, stratégies d'amortissement, transmission des prix tout au long de la filière, stratégies de coopération gagnantes, instauration d'un dialogue entre les acteurs ;
- exportation : soutien des initiatives et levée des obstacles ;
- enjeux environnementaux, dans une perspective de développement durable.

La DIIAA a été remplacée en 2015 par la délégation ministérielle aux industries agroalimentaires, dépendant du ministère chargé de l'agriculture.